# Matapihi
Matapihi  est une banlieue de la péninsule de Tauranga située dans la région de  la Baie de l’Abondance ou Bay of Plenty dans l’Île du Nord de la Nouvelle-Zélande

## Situation
Elle est entourée sur la plupart de ses côtés par le mouillage de Tauranga Harbour.
Elle est reliée à la banlieue de Mount Maunganui dans le nord est par un pont de terre et à Maungatapu dans le sud-ouest par le pont de Maungatapu (en).
La route State Highway 29A (en) traverse la banlieue dans sa diagonale.

## Installations
La banlieue a aussi deux marae nommés:  
- Hungahungatoroa ou Whakahinga Marae et la maison de rencontre  Tāpuiti  qui sont des zones de rassemblement des Ngāi Te Rangi (en) de l’ hapū des Ngāi Tukairangi (en).

- Le marae Waikari et la maison de rencontre :Tapukino sont le lieu de rassemblement des Ngāi Te Rangi (en) de l’hapū des Ngāti Tapu (en)[1],[2].

## Démographie
Le secteur de Matapihi couvre 3,94  km²  et a  une populationn estimée à    830 habitants  en juin 2022 avec une densité de population de 221 personnes  par km2.
La localité de Matapihi avait une population de 729  habitants lors du recensement de 2018 en Nouvelle-Zélande en augmentation de  54 personnes (8,0 %) depuis le recensement de 2013 et une augmentation de 48 personnes(7,0 %)depuis le recensement de 2006 en Nouvelle-Zélande.
Il y a 189 logements  comprenant  372 hommes et  357 femmes, donnant un sexe-ratio de  1,04 homme  par femme.
L’âge médian est de  37,2 ans (comparé avec les 37,4 ans au niveau national), avec  171 personnes  (23,5 %) âgées de moins de 15 ans,  135 personnes (18,5 %) âgées de 15 à 29 ans , 342 personnes(46,9 %) âgées de 30 à 64 ans , et 81 personnes (11,1 %) âgées de 65 ou plus.
L’ethnicité est pour 36,6 % européens/Pākehā, 77,4 % Māori, 2,1 % personnes venant du Pacifique (en), 0,8 % d’origine asiatique (en), et 1,2 % d’une autre ethnicité. Les personnes peuvent s’identifier de plus d’une ethnicité en fonction de leur parenté.
Le pourcentage de personnes nées outre-mer est de 4,5 %, comparé avec les 27,1 % au niveau national.
Bien que certaines personnes choisissent de ne pas répondre à la question du recensement concernant leur affiliation religieuse, 35,4 % n’ont aucune religion, 32,5 % sont chrétiens (en), 26,7 % ont des croyances religieuses Māori (en) et  0,4 % ont une autre religion.
Parmi ceux d’au moins 15 ans d’âge, 87 personnes (15,6 %) personnes ont une licence ou un degré supérieur et 141 personnes (25,3 %) n’ont aucune qualification formelle.
Le revenu médian est de $25.400, comparé avec les $31.800 au niveau national.
72 personnes (12,9 %) gagnent plus de $70.000 comparé avec  les 17,2 % au niveau  national.
Le statut d’emploi de ceux d’au moins 15 ans d’âge est pour  273  personnes (48,9 %) un emploi à temps plein , pour  84  personnes (15,1 %) un emploi à temps partiel et  42 personnes (7,5 %) sont sans emploi .

## Éducation
- l’école Te Kura o Matapihi est une école primaire,publique, mixte, de type enseignement en immersion en langue Māori (en) accueillant les enfants de l’année 1 à  6 [5] avec un effectif de  209 élèves en novembre 2022[6].